# Michel Adanson
Michel Adanson (ur. 7 kwietnia 1727 w Aix-en-Provence, zm. 3 sierpnia 1806 w Paryżu) – francuski przyrodnik szkockiego pochodzenia.

## Życiorys
Adanson urodził się w Aix-en-Provence. Jego rodzina przeniosła się do Paryża w 1730. Po opuszczeniu Collège Sainte-Barbe był zatrudniony w gabinetach R. A. F. Réaumura i Bernarda de Jussieu, jak również w Jardin des Plantes w Paryżu. Uczęszczał na wykłady w Jardin du Roi oraz Collège Royal w Paryżu od 1741 do 1746 roku. Pod koniec 1748 roku, finansowany przez dyrektora Francuskiej Kompanii Wschodnioindyjskiej, wyjechał na ekspedycję badawczą do Senegalu. Pozostał tam przez pięć lat, zbierając i opisując wiele zwierząt i roślin. Zbierał także wszystkie towary handlowe, kreślił mapy kraju, prowadził systematyczne obserwacje meteorologiczne i astronomiczne, a także przygotowywał gramatykę i słowniki języków używanych na brzegach rzeki Senegal.
Po powrocie do Paryża w 1754, na podstawie badań zgromadzonego materiału napisał Histoire naturelle du Senegal (1757). Sprzedaż książki była jednak niezadowalająca i po bankructwie wydawcy oraz zwrocie kosztów subskrybentom, Adanson oszacował, że koszt wydania książki wyniósł go 5000 liwrów, co rozpoczęło okres nędzy, w której żył przez resztę życia. Praca ta ma szczególne znaczenie ze względu na esej na temat muszli, zamieszczony na końcu pracy, w którym Adanson zaproponował swoją uniwersalną metodę, system klasyfikacji odmienny od systemów Buffona i Linneusza. Opracował on klasyfikację wszystkich zorganizowanych istot na podstawie poszczególnych organów. Ponieważ każdy organ rodzi nowe relacje, ustanawia więc określoną liczbę niezależnych układów. Istoty posiadające największą liczbę podobnych organów grupowane są w jednym wielkim dziale, a relacja była uznawana za bardziej oddaloną proporcjonalnie do odmienności narządów.
W 1763 roku Adanson opublikował Familles naturelles des plantes. W pracy tej rozwinął system, który opisano powyżej, z który to w swojej przynależności do naturalnych relacji botanicznych, bazował na systemie Josepha Pittona de Tournefort i był w pewnym stopniu przewidziany niemal sto lat wcześniej przez Johna Raya. Sukces tej pracy był utrudniony przez innowacyjność zastosowanych w niej terminów, które były ośmieszane przez obrońców popularnego systemu płciowego Linneusza; jakkolwiek system ten przyczynił się do otwarcia drogi do ustanowienia, za pośrednictwem głównego dzieła Antoine’a Laurenta de Jussieu Genera plantarum (1789), naturalnego sposobu klasyfikacji roślin.
W 1774 roku Adanson przedstawił do rozpatrzenia Francuskiej Akademii Nauk obszerną pracę, obejmującą wszystkie znane istoty i substancje. Składała się ona z 27 dużych tomów rękopisu, obrazujących ogólne relacje całej tej materii i jej dystrybucji; 150 kolejnych tomów obejmowało spis, w układzie alfabetycznym, 40 tys. gatunków, słownictwo liczące 200 tys. słów, wraz z ich wyjaśnieniami oraz wiele odrębnych wspomnień i przemyśleń autora, 40 tys. rycin i 30 tys. okazów z trzech królestw przyrody. Komitet, któremu zostało powierzone zbadanie tej ogromnej ilości informacji, mocno rekomendował, by Adanson podzielił je i opublikował jedynie pierwotne dane, pomijając kompilacje. Ten stanowczo jednak odrzucił tę radę, w efekcie czego potężne dzieło, nad którym ciągle pracował, nigdy nie zostało opublikowana.
Adanson był jednym z pierwszych zwolenników dziedziczenia nabytych cech i ograniczonego poglądu na ewolucję Historyk nauki Conway Zirkle zauważył, że „Adanson był poprzednikiem Lamarcka w Jardin Royal, a Lamarckowi nieznane były publikacje Adansona. Adanson opisał nie tylko ewolucję w Familles de plantes, wydanej w 1763 roku, kiedy Lamarck był dwudziestoletnim młodzieńcem, ale także zasugerował, że zmiany specyficznych cech powstały dzięki dziedziczeniu nabytych cech”.
W artykule Histoire and Memoires de l’Academie Royale des Sciences z 1769 roku Adanson użył terminu „mutacje” w odniesieniu do drobnych zmian, które mogą spowodować powstanie nowych cech u poszczególnych osobników. Pomimo że historycy uznali go za „prekursora ewolucjonizmu”, Adanson odrzucił koncepcję gatunku, preferując skupienie się na poszczególnych osobnikach i negując przemiany całych gatunków.
Jego nazwisko upamiętnia rodzaj Adansonia (baobab).
Adans. to symbol Adansona, umieszczany przy łacińskich nazwach gatunków, które sklasyfikował.